# 2016年1月逝世人物列表
2016年逝世人物列表：1月 - 2月 - 3月 - 4月 - 5月 - 6月 - 7月 - 8月 - 9月 - 10月 - 11月 - 12月
2016年1月逝世人物列表，是用于汇总2016年1月期间逝世人物的列表。

## 依日期排序

### 31日
- 刘有成，95岁，中国有机化学家和化学教育家，中国自由基化学奠基人，中国科学院院士。[1]
- 袁庚（原名欧阳汝山），99岁，中國大陸企業家，招商局集团原常务副董事长、招商局蛇口工业区和招商银行、平安保险等企业创始人。[2]
- 伯努瓦·維奧利耶（法語：Benoît Violier），44歲，法裔瑞士米其林3星餐廳主廚，自杀。（遺體發現日期）[3]
- 特里·沃根（Terry Wogan），77歲，BBC電視及電台主持人，死於癌症。[4]

### 30日
- 弗朗西斯科·弗洛雷斯（西班牙語：Francisco Flores），56岁。薩爾瓦多前總統。[5]

### 29日
- 李國士（E. H. Nichols），90歲，英國殖民地漁農官員，香港漁農處處長（1965年－1980年）、立法局官守議員（1976年－1980年）。[6]
- 贾克·希维特（法語：Jacques Rivette），87岁，法国电影导演[7]。

### 28日
- 鄭信義，87歲，台灣企業家、長春石化創辦人[8]。

### 27日
- 孙家香，97岁。中国土家族第一位女性故事家、国家级非物质文化遗产项目都镇湾故事代表性传承人、中国民间文艺家协会会员、湖北省民间故事家、宜昌市民间文艺家协会顾问。[9]

### 26日
- 孟进城，100岁，前任泉州市市长。[10]
- 艾巴·維戈達（Abe Vigoda），94歲，美國電影演員。[11]
- 杨泽柱，62岁，中国官员，原长江证券董事长。[12]

### 25日
- 康塞普西翁·皮丘朵（Concepcion Picciotto），80歲，美國反核武運動人士，白宮史上最久的抗議者。[13]

### 24日
- 亨利·伍斯萊（Henry Worsley），55歲，英國陸軍中校、探險家，單人徒步跨越南極洲失敗，送醫後因器官衰竭不治身亡。[14]
- 馬文·明斯基（Marvin Minsky），88歲，美國計算機科學家、麻省理工學院人工智慧項目創始人。[15]
- 弗雷德里克·巴特（挪威語：Thomas Fredrik Weybye Barth），87岁，挪威社会人类学家[16]。
- 刘泽沛，97歲，中國军事医学科学院前顾问、副军职离休干部。[17]

### 23日
- 伊丽莎白·波利赫罗尼亚德（羅馬尼亞語：Elisabeta Polihroniade），80岁，罗马尼亚国际象棋选手[18]。
- 傅璇琮，83岁，中国文史学者，中华书局前总编辑。[19]
- 索菲亚·甘达里亚斯（西班牙語：Sofía Gandarias），58岁，西班牙画家。死於胰腺癌。[20]

### 22日
- 王孝忠，88歲，原八一电影制片厂、珠江电影制片厂著名电影表演艺术家。[21]

### 21日
- 高鼎程，31岁，中華民國空軍少校，在美國進行F-16訓練時墜毀殉職。[22]
- 姜善泳（朝鲜语：강선영），91歲，韓國舞蹈家。[23]

### 20日
- 張榮發，88歲，台灣企業家，長榮集團創辦人暨總裁。[24]
- 傑克·勒克（Jack Luck），25歲，澳洲出生的韓澳混血模特兒及藝人，《就愛台灣味》主持人，自殺身亡。[25]
- 何德佳，91岁，捷克东方学家。[26]
- 韋登菲爾德男爵喬治·韋登菲爾德（英语：George Weidenfeld, Baron Weidenfeld），96歲，奧地利出生的英國出版商、慈善家和報紙專欄作家。[27]

### 19日
- 羅伯特·M·卡特（Robert M. Carter），73歲，英國出生的澳洲海洋地質學家和氣候懷疑論者，死於心臟病發。[28]
- 小出保太郎（日語：小出 保太郎），112歲，世界最高齡男性。同時也是日本最高齡人瑞，死於心臟衰竭。[29]。
- 塞繆爾·奧迪蘭納·奧登內一世（Samuel Odulana Odungade I），101歲，尼日利亞貴族，伊巴丹奧魯巴登（君主）（英语：Olubadan）。[30]
- 婁·邁克爾斯（Lou Michaels），80歲，美國美式足球運動員（圣路易斯公羊、匹兹堡钢人），死於胰腺癌。[31]
- 理查德·萊文斯（Richard Levins），85岁，美国生态学家、人口基因学家及数学生态学家[32]。

### 18日
- 歐達琛（葡萄牙語：António de Almeida Santos），89歲，葡萄牙律師和政治人物，前葡萄牙共和國議會議長。[33]
- 格林·佛萊（英語：Glenn Frey），67歲，美國音樂家、老鷹合唱團吉他手，死於綜合併發症。[34]。
- 黃圭奉（朝鲜语：황규봉），62歲，韓國棒球運動員。[35]
- 阿曼多·洛艾薩（英语：Armando Loaiza），72歲，玻利維亞外交官和政治人物，前外交部長。[36]

### 17日
- 麥克·吉萊特（Mic Gillette），64歲，美國貝斯手，死於心臟病發。[37]
- 約翰·泰胡圖（英语：John Taihuttu），61歲，荷蘭足球運動員（云路、幸運薛達）。[38]
- 王瑞駪，94歲，中華民國旅美化學家、中華民國中央研究院第6屆(數理科學組)院士。 [39]

### 16日
- 休伯特·吉羅（英语：Hubert Giraud (composer)），94歲，法國作曲家。[40]
- 列奧尼達·B·揚二世（Leonidas B. Young, II），71歲，美國政治人物，前维吉尼亚州里士满市長。[41]

### 15日
- 弗朗西斯科·X·阿拉爾孔（Francisco X. Alarcón），61歲，美國詩人，死於癌症。[42]
- 蔡辰洋，66歲，台灣企業家，國泰集團第二代、寒舍集團創辦人，死於心肌梗塞。[43]。
- 肯·賈奇（Ken Judge），58歲，澳洲澳式足球運動員和教練，死於癌症。[44]
- 申榮福（朝鲜语：신영복），74歲，韓國經濟學家。[45]
- 郭耀臣，96岁，中国官员，原承德市市长、市委书记，原唐山市委书记。[46]
- 張美英，88歲，中華民國陸軍二級上將孫立人的第三任配偶。[47]

### 14日
- 雷尼·安傑利（英语：René Angélil），73歲，加拿大歌手兼經紀人，藝人席琳·狄翁的丈夫，死於咽喉癌。[48]
- 法蘭哥·薛迪（英语：Franco Citti），80歲，意大利演員（《教父》、《十日谈》）。[49]
- 艾倫·瑞克曼（Alan Rickman），69岁，英国著名演员，曾饰演《哈利波特》系列电影的賽佛勒斯·石內卜教授，死於癌症。[50]
- 艾倫·麥克森斯·伍德（Ellen Meiksins Wood），73歲，美國歷史學家，死於癌症。[51]
- 吉岡昌仁（日語：吉岡 昌仁），56歲，日本動畫製作人，著名參與作品《名偵探柯南》、《惡作劇之吻》等。[52]

### 13日
- 布萊恩·貝德福德（Brian Bedford），80歲，英國演員《（羅賓漢》、《無事生非》），死於癌症。[53]
- 馬景賢，83歲，台灣兒童文學作家，演員馬念先之父[54]。
- 勞倫斯·菲利普斯（Lawrence Phillips），40歲，美式足球運動員和被定罪的重罪犯。[55]

### 12日
- 羅伯特·布萊克（英语：Robert Black (serial killer)）（Robert Black），68歲，蘇格蘭連環殺手和綁匪。[56]
- 伊万·布卡夫欣（英语：Ivan Bukavshin），20歲，俄羅斯國際象棋棋手，死於中風。[57]
- 露絲·羅伊維麗克（英语：Ruth Leuwerik），91歲，德國電影女演員。[58]

### 11日
- 雷吉納爾多·阿勞霍（英语：Reginaldo Araújo），38歲，巴西足球運動員，死於心臟病發。[59]
- 古奈尔·瓦尔奎斯特（英语：Gunnel Vallquist），97歲，瑞典作家和翻譯家。[60]
- 鄭陳桃，93歲，暱稱「小桃阿嬤」，台灣日治時期慰安婦，死於肺炎[61]。
- 陳之光，86歲，中國四川省作家。原四川省文联党组成员、常务委员、书记处书记，原四川省作协副主席、党组副书记。[62]

### 10日
- 維姆·比連別克（英语：Wim Bleijenberg），85歲，荷蘭足球運動員（阿贾克斯、國家隊）。[63]
- ，69岁，英国摇滚音乐家、词曲创作人、唱片制作人和演员，死於癌症。[64][65]
- 烏爾里希·哈嫩（英语：Ulrich Hahnen），63歲，德國政治人物，前北萊茵-威斯特法倫州議會（英语：Landtag of North Rhine-Westphalia）議員，死於癌症。[66]
- 胡壽宏，93岁，中华民国空军炮兵上兵退伍兼慈善家，死於肺炎。[67]

### 9日
- 梅拉布·希戈耶夫（英语：Merab Chigoev），65歲，南奥塞梯政治人物，前南奥塞梯总理，死於交通意外。[68]
- 約翰·哈佛（英语：John Harvard (politician)）（John Harvard），77歲，加拿大政治人物，前馬尼托巴省副省長。[69]
- 安格斯·斯昆姆（Angus Scrimm），89歲，美國演員。[70]
- 廖丙炎，76歲，中國大陸一級表演藝術家[71]。
- 張一弓，81岁，中國河南省著名作家，河南省作家协會原主席。[72]

### 8日
- 奧的斯·克萊（Otis Clay），73歲，美國R＆B和靈魂樂歌手，死於心臟病發。[73]
- 瑪麗亞·特里薩·德·菲利皮斯（義大利語：Maria Teresa de Filippis），89歲，義大利賽車手，第一位參加F1比賽的女性車手。[74]
- 帕迪·里德（Paddy Reid），91歲，愛爾蘭橄欖球聯盟和同盟球員。[75]
- 白星姬（朝鲜语：백성희 (배우)），90歲，韓國女演員。[76]
- 甘惜分，100岁，新中国新闻教育与研究奠基人、中國人民大學新闻学院教授。[77]
- 索颖，93岁，中国营养学家，教授。[78]

### 7日
- 安德烈·庫雷熱（法語：André Courrèges），92歲，法國時裝設計師。[79]
- 约翰·约翰逊（John Johnson），68歲，美國前職業籃球運動員（克里夫蘭騎士、波特蘭拓荒者、休士頓火箭、西雅圖超音速）。[80]
- 阿什拉夫·巴勒維公主（英语：Ashraf Pahlavi），96歲，伊朗巴勒維王朝皇帝穆罕默德-禮薩·巴勒維的攣生姊姊。[81]
- 安東‧詩霍雷茲（英语：Anton Srholec），86歲，斯洛伐克作家和牧師，死於肺癌。[82]
- 毛达如，81岁，中国植物营养与肥料学家、农业教育家，中国农业大学原校长。[83]

### 6日
- 羅伯特·D·阿克蘭（Robert D. Acland），74歲，美國外科醫生（《艾氏人体解剖学》）。[84]
- 西爾瓦娜·潘帕尼尼（英语：Silvana Pampanini），90歲，意大利演員。[85]
- 尼瓦利亞·特赫拉（英语：Nivaria Tejera），86歲，古巴詩人和小說家，死於胰腺癌。[86]

### 5日
- 馬姆杜·阿卜杜勒-阿利姆（英语：Mamdouh Abdel-Alim），59歲，埃及演員，死於心臟病發。[87]
- 皮埃尔·布列兹（法語：Pierre Boulez），90岁，法国作曲家、指挥家、音乐理论家。[88]
- 列夫·尼古拉耶維奇·科羅廖夫（英语：Lev Nikolayevich Korolyov），89歲，俄羅斯電腦科學家。[89]

### 4日
- 費爾南多·巴拉齊納（英语：Fernando Barrachina），68歲，西班牙足球運動員（巴伦西亚）。[90]
- 米歇爾·格勒布呂（英语：Michel Galabru），93歲，法國演員。[91]
- 安東尼奧·索托·迪亞斯（英语：Antonio Soto Díaz），66歲，波多黎各政治人物，前波多黎各參議院（英语：Senate of Puerto Rico）議員，死於心臟病發。[92]

### 3日
- 安比·福格蒂（Amby Fogarty），82歲，愛爾蘭足球運動員（桑德蘭、哈特尔普尔）。[93]
- 阿爾貝托·伊涅斯塔·希門尼斯（英语：Alberto Iniesta Jiménez），92歲，西班牙羅馬天主教主教，前天主教马德里总教区輔理主教。[94]
- 彼得·诺尔（丹麥語：Peter Naur），87岁，丹麦天文学家和计算机学家，病逝。[95]
- 伊戈爾·謝爾貢（英语：Igor Sergun），58歲，俄羅斯武裝力量總參謀部情報總局局長。[96]
- 李相武（朝鲜语：이상무），69歲，韓國漫畫家。[97]
- 斯蒂芬·博斯沃思（Stephen W. Bosworth），77岁，美国前驻韩國大使、前美國对朝鮮政策特别代表。[98]
- 宮崎勇（日语：宮崎勇），92歲，日本經濟學家、经济企划厅前长官。[99]

### 2日
- 喬治·亞歷山德魯（英语：George Alexandru），58歲，羅馬尼亞戲劇和電影演員。[100]
- 尼米尔·尼米尔（阿拉伯語：نمر باقر النمر），56歲，沙烏地阿拉伯什葉派教士、异议人士，被沙國政府處決[101]。
- 姬瑟拉·莫塔·奥坎波（英语：Gisela Mota Ocampo），33歲，墨西哥莫雷洛斯州特米斯科市市長，2016年元旦上任，隔天遭槍擊身亡。[102]。
- 倫納德·懷特（英语：Leonard White (producer)）（Leonard White），99歲，英國電視製作人及演員。[103]

### 1日
- 娜塔莎·阿吉拉爾（英语：Natasha Aguilar），45歲，哥斯達黎加奧運自由式游泳運動員，死於中風併發症。[104]
- 戴爾·邦珀斯（Dale Bumpers），90歲，美國政治人物，前阿肯色州州長與阿肯色州聯邦參議員。[105]
- 布萊恩·約翰斯（英语：Brian Johns (businessman)）（Brian Johns），79歲，澳洲公司董事，前澳大利亚广播公司常務董事，死於癌症。[106]
- 邁克·奧克斯利（Mike Oxley），71歲，美國政治人物，前俄亥俄州聯邦眾議員，死於肺癌。[107]
- 畢璞，93歲，臺灣女作家[108]。
- 乔治·亚历山德鲁（英语：George Alexandru），58岁，罗马尼亚戏剧家和电影演员[100]。
- 法祖·阿里耶娃，83岁，俄罗斯时任和记者，死於心脏病[109]。
- 伦尼·布鲁特（英语：Lennie Bluett），96岁，美国演员，曾经出演《乱世佳人》。[110]
- 雅克·蒂奈（英语：Jacques Deny），99岁，法国数学家[111]。
- 吉尔伯特·卡普兰，74岁，美国指挥家、商人[112]。
- 赫尔穆特·凯斯特（英语：Helmut Koester），89岁，德裔美国历史学教授[113]
- 托尼·莱恩（英语：Tony Lane），71岁，美国艺术导演，死於脑癌[114]
- Mark B（英语：Mark B），45岁，英国饶舌乐制片人[115]
- 吉尔伯托·曼德斯（英语：Gilberto Mendes），93岁，巴西作曲家[116]
- 约翰·科尔曼·摩尔（英语：John Coleman Moore），92岁，美国数学家[117]
- 霍马·纳塔儿（英语：Homa Nategh），80岁，伊朗教育学家和历史学家[118]
- 伊恩·皮里斯（英语：Ian Pieris），82岁，斯里兰卡板球运动员[119]
- 吉姆·罗斯 (冰球)（英语：Jim Ross (ice hockey)），89岁，加拿大冰球运动员[120]
- 维莫斯·齐格蒙（英语：Vilmos Zsigmond），85岁，匈牙利摄影师，1978年奥斯卡获奖者[121]